# Dorfkirche Eenum

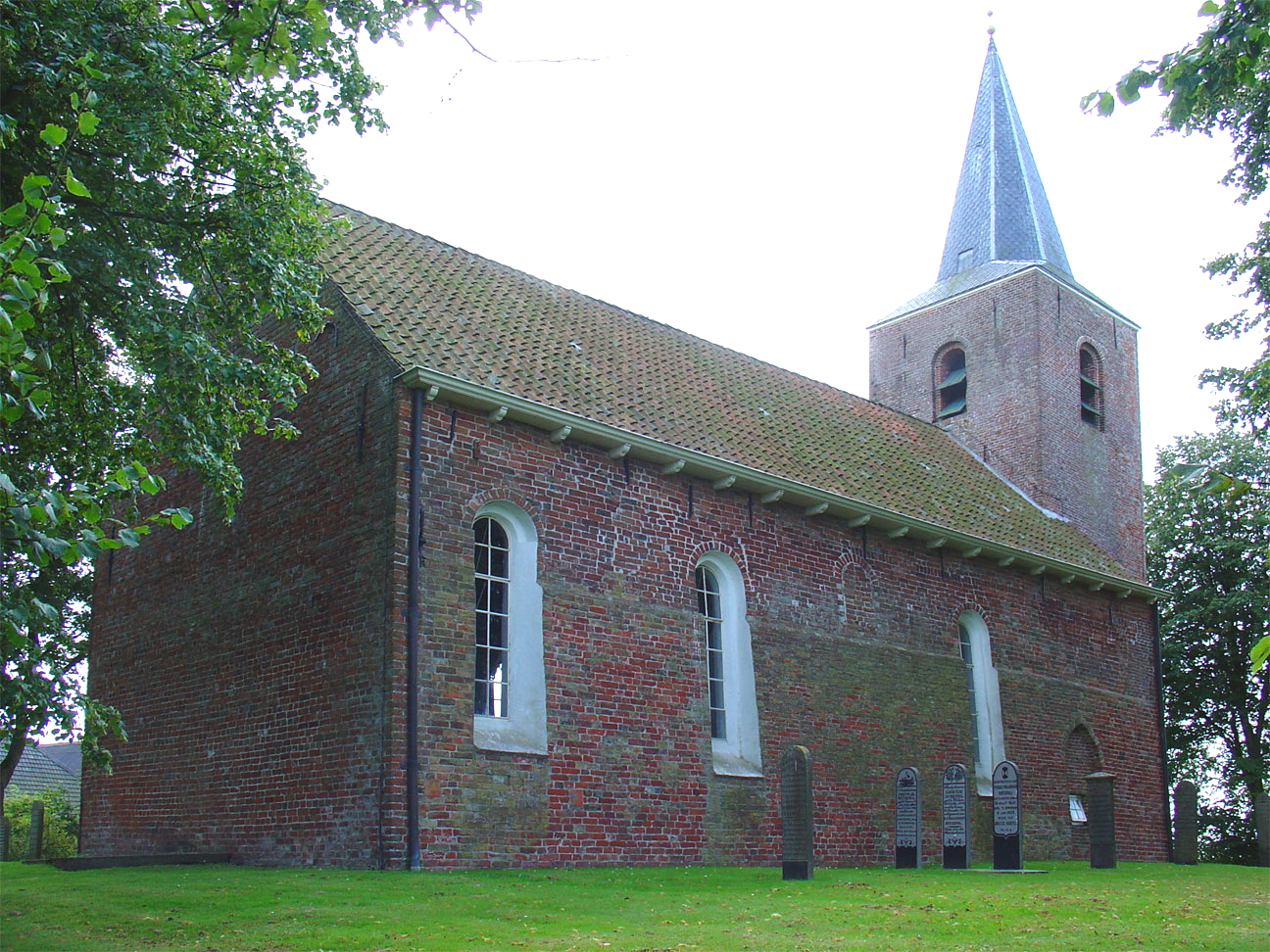
Dorfkirche Eenum

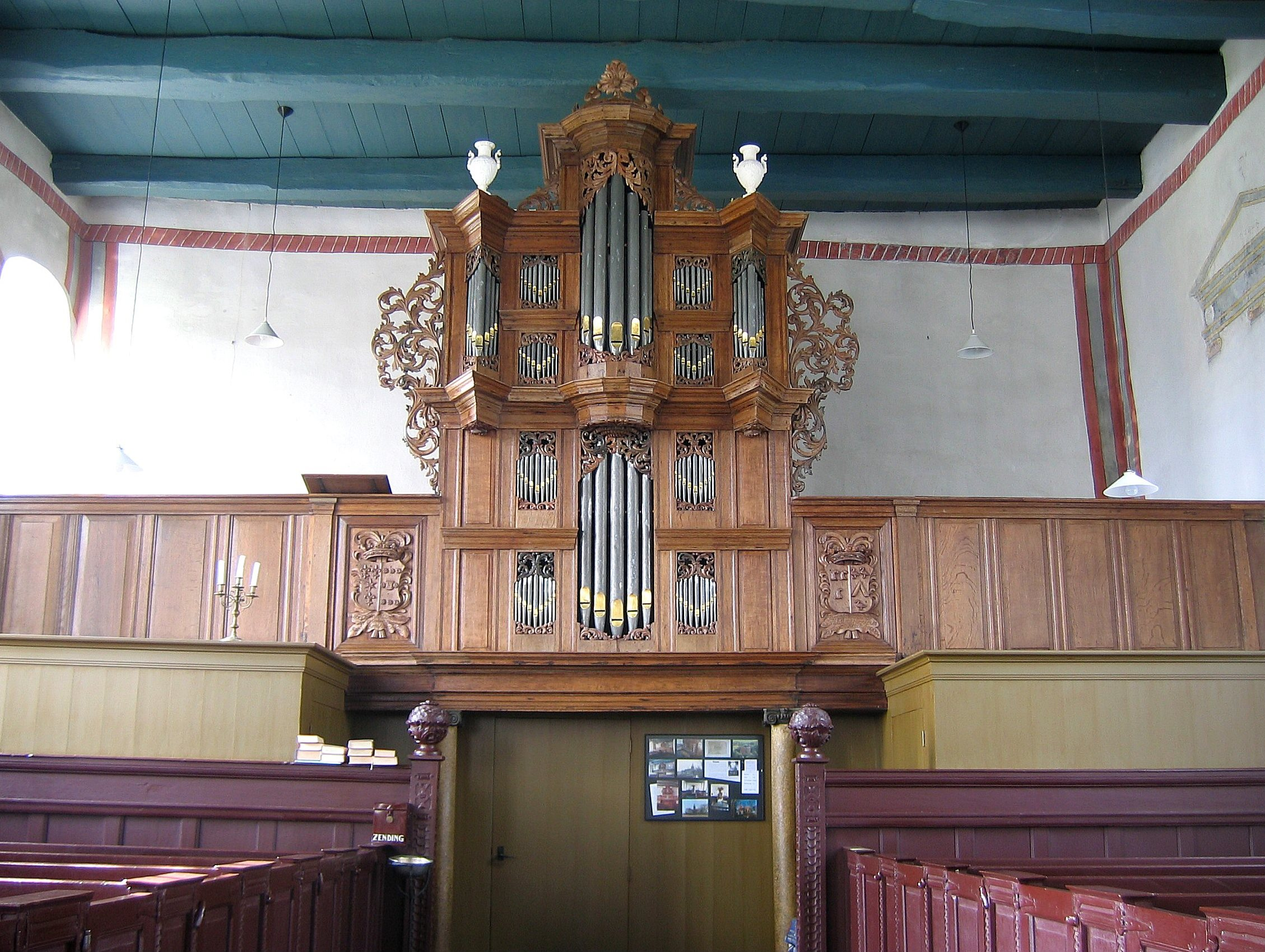
Orgel

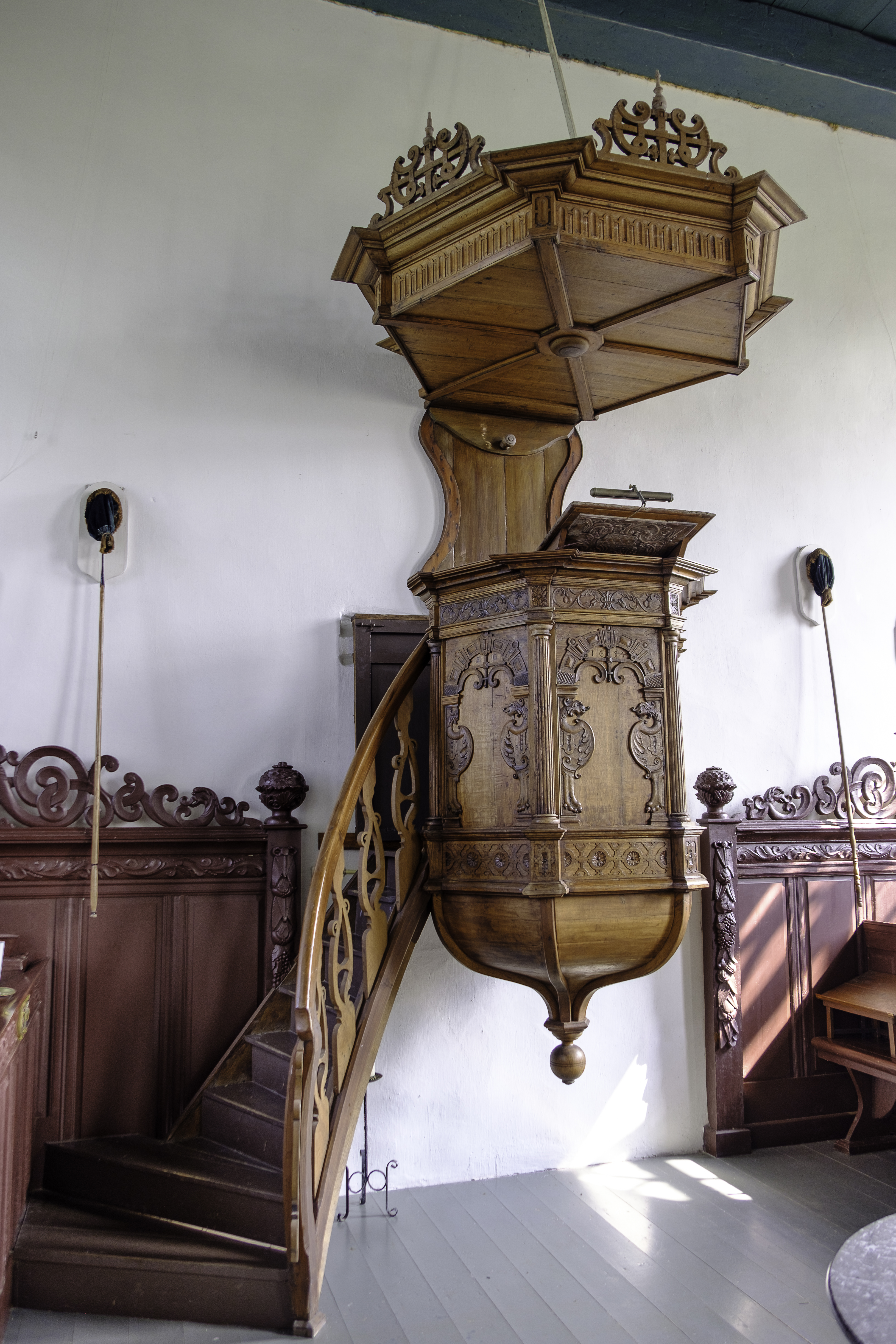
Kanzel

Die Dorfkirche von Eenum (niederländisch Kerk van Eenum) ist eine der ältesten Backsteinkirchen in der Provinz Groningen. Die romanische Kirche steht auf einer Anhöhe im Groninger Dorf Eenum, mitten im kleinen Ort.

## Beschreibung
Die Kirche wurde im letzten Viertel des 12. Jahrhunderts erbaut. Ursprünglich hatte die Kirche eine halbrunde Apsis, die aber in der Mitte des 19. Jahrhunderts abgerissen wurde. Der Kirchturm stammt aus dem Jahr 1710, früher hatte die Kirche einen Dachreiter. Der Turm ist einen Meter aus dem Lot gewichen, was wahrscheinlich durch die teilweise Abtragung des Hügels verursacht wurde.
Die Glocke im Turm stammt aus dem Jahr 1410 und kam aus dem Turm der Kirche in Oosternieland hierher. Als dieser Turm abgerissen wurde, wurde die Glocke 1823 an die Kirche von Eenum verkauft.
Die Kanzel stammt aus dem Jahr 1654 und hat einen geschnitzten Korb. In der Kirche befindet sich ein Grabstein und an der Nordwand ein Gedenkstein (von 1742) von Reint Alberda, einem Mitglied der Familie Groninger Alberda, Bürger in Eenum. Im Jahre 1845 wurde die halbrunde Apsis abgerissen und die Kirche erhielt einen geraden Abschluss. Die Kirche erhielt auch ihre heutige Ausstattung. Weil der schiefe Turm das Kirchengebäude mit sich zu reißen drohte, wurde 1975 beschlossen, die Kirche zu restaurieren. Der Turm erhielt eine 11 Meter tiefe Pfahlgründung, auf der eine Fundamentplatte gegossen wurde, um ein weiteres Kippen zu verhindern.
Nachdem die mittelalterliche Kirche 2014 nach Schäden durch Setzungen und Erdbeben, verursacht durch die Erdgasförderung in diesem Teil von Groningen, restauriert wurde, verursachte ein weiteres Erdbeben im Februar 2015 neue Schäden.

## Orgel
Die Kirchenorgel wurde 1704 von Arp Schnitger gebaut, zumindest wahrscheinlich unter seiner Verantwortung von seinem Meister Johannes Radeker. Das einmanualige Instrument wurde mit zehn Registern versehen. Im Laufe der Jahre wurde sie von bekannten Orgelbauern wie Albertus Antonius Hinsz, Heinrich Hermann Freytag (der das angehängte Pedal hinzufügte) und seinem Sohn Herman Eberhard Freytag gepflegt. In den Jahren ab 1845 änderte Petrus van Oeckelen die Disposition, um die Orgel dem Geschmack des 19. Jahrhunderts anzupassen, was Jan Doornbos 1891 fortsetzte.
Die Orgel hatte durch die Kirchenrestaurierung von 1977 so stark gelitten, dass sie in den Jahren 1983–1988 in der Orgelwerkstatt Reil in Heerde gründlich restauriert und in den Originalzustand zurückversetzt wurde. Die Änderungen des 19. Jahrhunderts durch Van Oeckelen und Doornbos wurden rückgängig gemacht, mit Ausnahme der Windversorgung, die Jan Doornbos 1891 eingebaut hatte. Die Disposition von zehn Registern entspricht derjenigen zu Schnitgers Zeiten; Reil musste einige Register rekonstruieren. Der Tremulant entspricht dem von H. H. Freytag. Auch das angehängte Pedal wurde beibehalten.